# Права людини в Україні
Права людини в Україні є дуже дискусійною темою. З 2017 року Freedom House оцінює Україну від 60 до 62 балів за 100-бальною шкалою та загальну оцінку «частково вільна». Оцінки виборчих процесів загалом хороші, але є проблеми з корупцією та дотриманням процесу.

## Передумови

### До 1991 року
У складі Радянського Союзу всі права людини були сильно обмежені. Радянський Союз був однопартійною державою до 1990 року і тоталітарною державою з 1927 до 1953 року, де члени Комуністичної партії обіймали всі ключові посади в установах держави. та інші організації. Свобода слова придушувалася, а інакомислення каралося. Незалежна політична діяльність не допускалася, незалежно від того, чи вона стосувалася участі у вільних профспілках, приватних корпораціях, незалежних церквах чи опозиційних політичних партіях. Свобода пересування всередині країни і особливо за її межами була обмежена.

### 1991-2014 роки
У 1991 році Україна проголосила незалежність. Референдум щодо Акту проголошення незалежності України відбувся 1 грудня 1991 року. Переважна більшість у 92,3% виборців схвалила Акт проголошення незалежності, ухвалений Верховною Радою 24 серпня 1991 року. До 8 червня 1995 р. вищим законом України була Конституція (Основний Закон) УРСР (прийнята в 1978 р. з численними змінами та доповненнями). 8 червня 1995 року Президент Леонід Кучма і спікер Олександр Мороз (від імені парламенту) підписали Конституційну угоду на період до розробки нової Конституції.
Перша конституція після проголошення незалежності була прийнята під час нічної парламентської сесії після майже 24-годинних дебатів 27–28 червня 1996 року, неофіційно відомих як «конституційна ніч 1996 року». Закон № 254/96-BP про ратифікацію конституції, що скасовує попередні конституції. Угода була урочисто підписана та оприлюднена в середині липня 1996 року. Згідно з рішенням Конституційного Суду України, Конституція набрала чинності з моменту оголошення результатів парламентських виборів 28 червня 1996 р. бл. 9 ранку Київський час і вперше законодавчо закріпив обов’язки прав людини.  
У 2009 році Freedom House назвав Україну «вільною». У своєму звіті вони заявили: «Україна має одне з найактивніших громадянських суспільств у регіоні. Громадяни все частіше беруть питання у свої руки, протестують проти небажаного будівництва, викривають корупцію. Обмежень щодо діяльності НУО не було. Профспілки діють, але страйки та протести робітників спостерігалися нечасто, хоча восени 2008 року невдоволення станом економічних справ було повсюдним . Вважалося, що власники фабрик все ще можуть тиснути на своїх робітників, щоб вони голосували згідно з уподобаннями власників».
20 жовтня 2009 року експерти Ради Європи заявили, що «за останні п’ять років експерти Ради Європи, які спостерігають за Україною, практично не висловлювали занепокоєння щодо важливого [процесу становлення] громадянського суспільства в Україні. Україна є однією з демократичних держав Європи, яка забезпечує права людини як національну політику, а також забезпечує права національних меншин». За даними Human Rights Watch (HRW), «хоча інститути громадянського суспільства працюють здебільшого без втручання уряду, зловживання з боку поліції та порушення прав уразливих груп… продовжують псувати ситуацію з дотриманням прав людини в Україні».
Після виборів президента Віктора Януковича на початку 2010 року міжнародні організації почали висловлювати свою стурбованість. За словами Freedom House, «Україна за президента Януковича стала менш демократичною і, якщо не зупинити нинішні тенденції, вона може стати на шлях автократії та клептократії». Серед останніх негативних подій вони згадали «більш обмежувальне середовище для ЗМІ, вибіркове переслідування опозиційних діячів, тривожне втручання Служби безпеки України, широко критиковані місцеві вибори в жовтні 2010 року… та ерозію основних свобод зібрань і слова. "Це змусило Freedom House знизити рейтинг України з «вільної» до «частково вільної» у Freedom in the World 2011. Також у 2011 році Amnesty International говорила про «зростання кількості заяв про катування та жорстоке поводження в місцях позбавлення волі, обмеження свободи слова та зібрань, а також про масові прояви ксенофобії».
У Індексі свободи преси «Репортерів без кордонів» за 2010 рік Україна впала з 89 місця на 131. Свобода преси в сусідній Росії зайняла 140 місце. Міжнародна федерація прав людини в грудні 2011 року назвала Україну «однією з країн, де спостерігаються найбільш серйозні порушення проти правозахисників».
Станом на кінець 2013 року ситуація продовжувала погіршуватися і була однією з причин революції Євромайдану, оскільки приєднання або навіть робота над виконанням вимог щодо приєднання до Європейського Союзу значно покращила б права людини в Україні. Росія, яка вже заклала основу, відреагувала на протести Євромайдану та вторглася до Криму та ширших регіонів Донбасу.

## Міжнародні та європейські договори з прав людини

### Україна є учасницею таких міжнародних договорів
- Міжнародний пакт про громадянські та політичні права (МПГПП)
- (Перший) Факультативний протокол до МПГПП
- Міжнародний пакт про економічні, соціальні та культурні права
- Конвенція про ліквідацію всіх форм дискримінації щодо жінок (CEDAW)
- Факультативний протокол до CEDAW
- Конвенція про права дитини (КПД)
- Факультативний протокол до КПД щодо участі дітей у збройних конфліктах
- Міжнародна конвенція про ліквідацію всіх форм расової дискримінації
- Конвенція проти катувань та інших жорстоких, нелюдських або таких, що принижують гідність, видів поводження чи покарання
- Факультативний протокол до Конвенції проти тортур
- Конвенція про статус біженців (1951 р.)
- Протокол про статус біженців (1967)

Україна підписала та ратифікувала
- Римський статут Міжнародного кримінального суду

### Україна є учасницею таких європейських договорів
- Європейська конвенція про захист прав людини та основоположних свобод (ЄКПЛ) (1950 р.)
- Протокол № 6 до ЄКПЛ щодо скасування смертної кари в мирний час (1983 р.)
- Протокол № 12 до ЄКПЛ щодо загальної заборони дискримінації (2000 р.)
- Протокол № 13 до ЄКПЛ щодо скасування смертної кари за будь-яких обставин (2002)
- Рамкова конвенція про захист національних меншин

## Ситуація

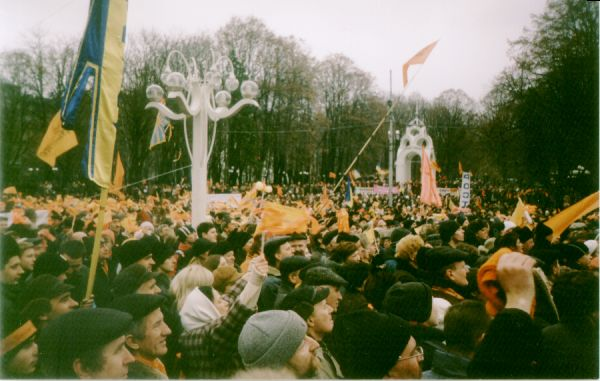
Зустріч у Харкові під час Помаранчевої революції 2004 року

Станом на 17 січня 2013 року Україна програла всі 211 справ у Європейському суді з прав людини.

### Знайдені масові поховання на звільнених від російського контролю територіях
Після звільнення від російської окупації Бучі, Лиману, Макарова та Херсона Україна виявила масові поховання з тілами мирних жителів. Жертви часто наводили докази тортур.

### Виборчі права
Міжнародні спостерігачі, зокрема Freedom House і Державний департамент США, загалом вважають українські виборчі процеси вільними та чесними. Проте були достовірні звинувачення у підкупі голосів, а висвітлення в ЗМІ часом було упередженим. Нацистські та комуністичні партії заборонені.

### Право на справедливий суд
Зміни до Конституції, які набули чинності, завдали шкоди праву на справедливий суд, оскільки вони знову запровадили так званий загальний нагляд з боку прокуратури. Інші серйозні проблеми включали тривалі періоди розгляду справ через перевантаження судів; порушення рівності сторін; недотримання презумпції невинуватості; невиконання судових рішень; та високий рівень корупції в судах. Незалежні юристи та правозахисники скаржаться на те, що на українських суддів регулярно чиниться тиск з метою винесення того чи іншого вироку.
За даними Freedom House, після Помаранчевої революції судова система стала більш ефективною та менш корумпованою.
Недавні (з 2010 року) судові процеси над відомими політичними діячами  Юлією Тимошенко, Юрієм Луценком, Ігорем Діденком Анатолієм Макаренком та Валерієм Іващенком описані Європейською Комісією, США та інших міжнародних організацій як «несправедливі, непрозорі та незалежні» та «вибіркове переслідування політичних опонентів».

### Мовні права
На території сучасної України завжди розмовляли кількома мовами. У 19 столітті росіяни та євреї були основними етнічними групами в містах, тоді як сільська місцевість була переважно українською. Україна має історію мовного конфлікту, яка сягає щонайменше дев’ятнадцятого століття. У 1863 році російський міністр внутрішніх справ Петро Валуєв видав циркуляр, яким забороняв друкувати релігійні та навчальні тексти, написані українською мовою.
Радянська політика щодо української мови варіювалася від її пропаганди за Леніна («коренізація») до переслідування проукраїнського мовного руху за Сталіна та толерантного ставлення до неї, яке поєднувалося з поступовим зниженням використання української мови та повзуча русифікація України за Хрущова та Брежнєва. Після проголошення Україною незалежності в 1991 році попередня проросійська політика була скасована, і використання української мови активно заохочувалося, а в деяких місцевостях воно стало обов’язковим. У Конституції 1996 року зазначалося, що державною мовою є українська мова, а також про вільне використання та розвиток російської та інших мов національних меншин.
Подальше законодавство робило вживання української мови обов’язковим у різних сферах суспільного життя. Виняток зроблено для мов, які вважаються «корінними» через те, що носії ними не мають рідної держави, наприклад, кримськотатарська мова та караїмська мова, а також ті мови, які є офіційними мовами Європейського Союзу. Однак значні мови меншин в Україні, такі як російська, білоруська та єврейська, не є ані офіційними мовами ЄС, ані корінними, і не надають занепокоєння щодо їх захисту. Наприклад, друковані та онлайн-видання мовами, які не відповідають цим критеріям, заборонені, якщо вони також не мають перекладу українською, а середня школа цими мовами заборонена.
Росія перебільшила справжні мовні проблеми, використовуючи їх, щоб створити фальшиве виправдання для російського вторгнення в Україну у 2022 році. Неправдиві заяви включали заяви про те, що Україна здійснює геноцид, і заяви про те, що українці розстрілювали людей, які говорять російською. На контрольованих нею територіях Росія вимагала, щоб усі уроки були російською, і нібито катувала вчителя за викладання українською.

### Свобода ЗМІ та свобода інформації
У 2007 році в регіонах України тривали численні анонімні напади та погрози на журналістів, які розслідували або викривали корупцію чи інші злочини влади. Американський Комітет захисту журналістів у 2007 році дійшов висновку, що ці напади та небажання поліції в деяких випадках переслідувати винних «сприяли створенню атмосфери безкарності щодо незалежних журналістів.
Рейтинг України в Індексі свободи преси «Репортерів без кордонів» в останні роки був приблизно на 90 місці (89 у 2009 році, 87 у 2008), тоді як у 2002 році вона посідала 112 місце і навіть 132 місце в 2004 році.
Під час підтримуваного Росією президентства Віктора Януковича у 2010-2014 роках президентом України журналісти скаржилися на погіршення свободи преси в Україні. Журналісти Anonymous на початку травня 2010 року заявили, що вони добровільно адаптують своє висвітлення так, щоб не образити адміністрацію та уряд Януковича. Уряд Януковича заявив, що він не цензурує ЗМІ, як і Адміністрація Президента та сам Президент Янукович.

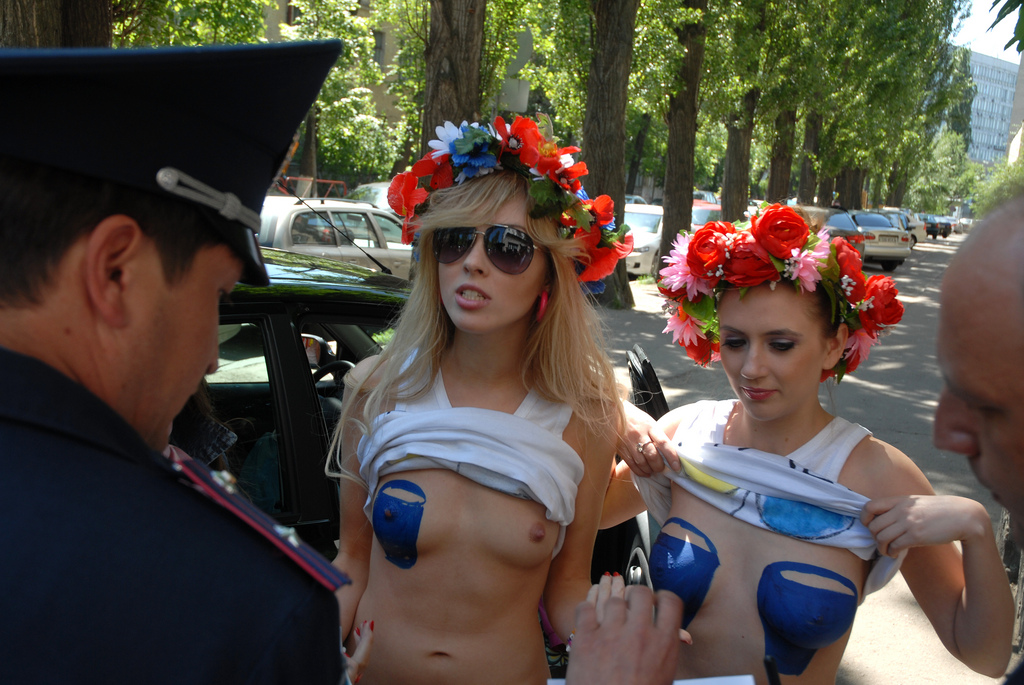
FEMEN — це феміністична протестна група, заснована в Україні в 2008 році. Організація стала міжнародно відомою завдяки організації топлес-протестів проти секс-туризму, релігійних установ, сексизму та гомофобії.

За даними Amnesty International, у 2021 році ЗМІ були загалом плюралістичними та вільними, але деякі ЗМІ зазнавали дискримінації з боку чиновників через їхню ймовірну проросійську орієнтацію. Критиці було піддано рішення про позбавлення ліцензій на мовлення телеканалів Тараса Козака. Розслідування вбивства журналіста Павла Шеремета у 2016 році також супроводжувалось проблемами.

### Порушення прав людини та епідемія ВІЛ/СНІДу
Український уряд зробив низку позитивних кроків для боротьби з ВІЛ/СНІДом, головним чином у сфері законодавчої та політичної реформи. Але ці важливі зобов’язання підриваються в системі кримінального правосуддя та охорони здоров’я широко поширеними порушеннями прав людини щодо споживачів наркотиків, працівників секс-бізнесу та людей, які живуть з ВІЛ/СНІДом.

## Російсько-українська війна
Під час російсько-української війни, яка триває, Україна втратила контроль над частиною Донбасу і Кримом. 24 лютого 2022 року розпочалося російське вторгнення в Україну.
21 травня 2015 року Верховна Рада України ухвалила постанову про вихід з деяких зобов’язань, передбачених Міжнародним пактом про громадянські та політичні права (статті 2, 9, 12, 14, 17), Конвенцією про Захист прав людини та основоположних свобод (ст. 5, 6, 8, 13) та Європейська соціальна хартія (ст. 1 ст. 2, 4 стор. 2-3, 8 с. 1, 14 с. 1, 15,16,17 с. 1а стор. 1в, 23,30, 31 с. 1-2) на Донбасі до «припинення Росією агресії на сході України».
24 березня 2023 року, згідно повідомлення Радіо Свобода, Моніторингова місія ООН з прав людини в Україні презентувала доповідь про поводження з військовополоненими і загальну ситуацію з правами людини в Україні. Відповідальність за продовження порушень голова місії Матильда Богнер поклала на «обидві сторони конфлікту».

## Міжнародні правозахисні організації з філіалами в Україні
- Amnesty International, очолює Покальчук Оксана Юріївна (2017–present)[73][74]
- Міжнародне товариство прав людини[75] (укр.)
- Московська Гельсінська група

## Українські правозахисні організації
- Асоціація «Громадянська ініціатива» (Кропивницький)[76]
- Асоціація українських моніторів прав людини у сфері правоохоронної діяльності (Асоціація УМДПЛ)
- Центр громадянської методики та інформації «Всесвіт»
- Чернігівський комітет захисту конституційних прав громадян [77]
- Комітет виборців України [78]
- Конгрес національних громад України [79]
- Донецький меморіал [80]
- «За професійну допомогу» (Полтавська область) [81] (in Russian)
- Харківська правозахисна група
- Одеська правозахисна група «Верітас» [82] (in Russian)
- Українська Гельсінська спілка з прав людини
- Дорожній контроль